# Vera Chirwa
Vera Chirwa (26 mei 1932) is een Malawisch advocate, voormalig politica en mensenrechtenverdedigster.
Ze was de eerste vrouwelijke advocaat van Malawi, toen nog Nyasaland, en medeoprichtster van de Malawi Congress Party in 1959. Ze zette zich in voor een meerpartijenstelsel en werd na een twist met de leider Hastings Kamuzu Banda ter dood veroordeeld. Na van 1981 tot 1993 in de dodencel doorgebracht te hebben, kwam ze onder internationale druk op vrije voeten. Sindsdien gaat ze de strijd aan voor verbetering van de mensenrechten.

## Levensloop

### Politieke carrière
Aan het begin van de jaren vijftig sloot Chirwa zich aan bij Rose Chibambo die streed voor de onafhankelijkheid van Nyasaland ten opzichte van de Federatie van Rhodesië en Nyasaland. In 1959 was ze een van de oprichters van de Malawi Congress Party.
Nadat Nyasaland zelfbestuur verwierf in 1961 en twee jaar later het onafhankelijke land Malawi vormde, kwam haar man Orton Chirwa op een vooraanstaande positie terecht in de nieuwe regering als minister van justitie. Daarnaast werd hij procureur-generaal. Na een twist met Hastings Kamuzu Banda werd het stel echter tot staatsvijand verklaard.

### Ballingschap en gevangenneming
Het echtpaar Chirwa zag zich gedwongen in ballingschap te gaan naar Tanzania. Tijdens een reis door het oosten van Zambia werden ze verrast door veiligheidstroepen uit Malawi, gekidnapt en teruggebracht naar hun vaderland. Hier werden ze beschuldigd voor hoogverraad. De Chirwa's, beide advocaat, besloten hun eigen verdediging te voeren. Na echter een schijnproces van twee maanden werden ze schuldig bevonden en beide ter dood veroordeeld.
Het stel werd in 1981 overgebracht naar de gevangenis van Zomba, een gevangenis met een zeer slechte reputatie. Vera werd hier gemarteld en blootgesteld aan andere wreedheden. Ze sliep op een betonnen vloer, kreeg slecht voedsel, mocht geen bezoek ontvangen, noch gelucht worden, noch de brieven ontvangen die haar man haar in zijn cel had geschreven.
In 1990 zette Amnesty International een actie voor hun op touw en een Britse delegatie kreeg toestemming hen te bezoeken in het najaar van 1992. Na acht jaar tijd kreeg het stel voor het eerst weer de mogelijkheid elkaar een keer te zien. Ortan Chirwa overleed drie weken later in zijn cel op een leeftijd van 73 jaar; zijn vrouw kreeg geen toestemming zijn begrafenis te bezoeken.
Onder een toenemende druk van bisschoppen en een ontluikende oppositie kwamen er ontwikkelingen op gang die leidden tot democratische hervormingen en uiteindelijk tot herstel van de democratie met de presidentsverkiezingen van 1994. In de loop van deze ontwikkelingen liet Banda Chirwa op 24 januari 1993 vrij op humanitaire gronden.

### Najaren
Na haar vrijlating zette Chirwa zich in voor verbetering van de mensenrechten in haar land. Ze richtte de niet-gouvernementele organisatie Malawi CARER op, voluit het Malawi Centre for Advice, Research and Education on Rights. Ze voert campagne voor de afschaffing van de doodstraf en vervolgde de strijd voor de mensen- en politieke rechten onder de regeringen van Bakili Muluzi en Bingu wa Mutharika.
Vanaf 2000 was ze daarnaast speciaal rapporteur voor het African Commission on Human and Peoples' Rights over de omstandigheden in de gevangenissen in Afrika. Daarnaast werkt ze voor de vrouwenrechtenorganisatie Womens Voice, waarvan ze medeoprichtster is.
In 2007 kwam haar autobiografie Fearless Fighter uit, die in meerdere talen werd uitgebracht.

## Erkenning
In 1998 werd Vera Chirwa onderscheiden met een Geuzenpenning.
Verdere erkenning kreeg ze toen het Centre for Human Rights van de Universiteit van Pretoria een prijs in het leven riep die naar haar is vernoemd, de Vera Chirwa Prize. De mensenrechtenprijs werd aan de volgende personen toegekend:
- 2007: Nana Oye Lithur, directeur van het Human Rights Advocacy Centre in Ghana
- 2008: Julius Osega (postuum), politieagent, omgekomen tijdens een vredesmissie in Darfur
- 2009: Gabriel Marechera Shumba, mensenrechtenadvocaat voor het Zimbabwe Exiles Forum

## Autobiografie
- 2007: Fearless Fighter - An Autobiography, McMillan Publishing, ISBN 978-1842779651 / ISBN 978-1842779668